# Fung Joe Guey

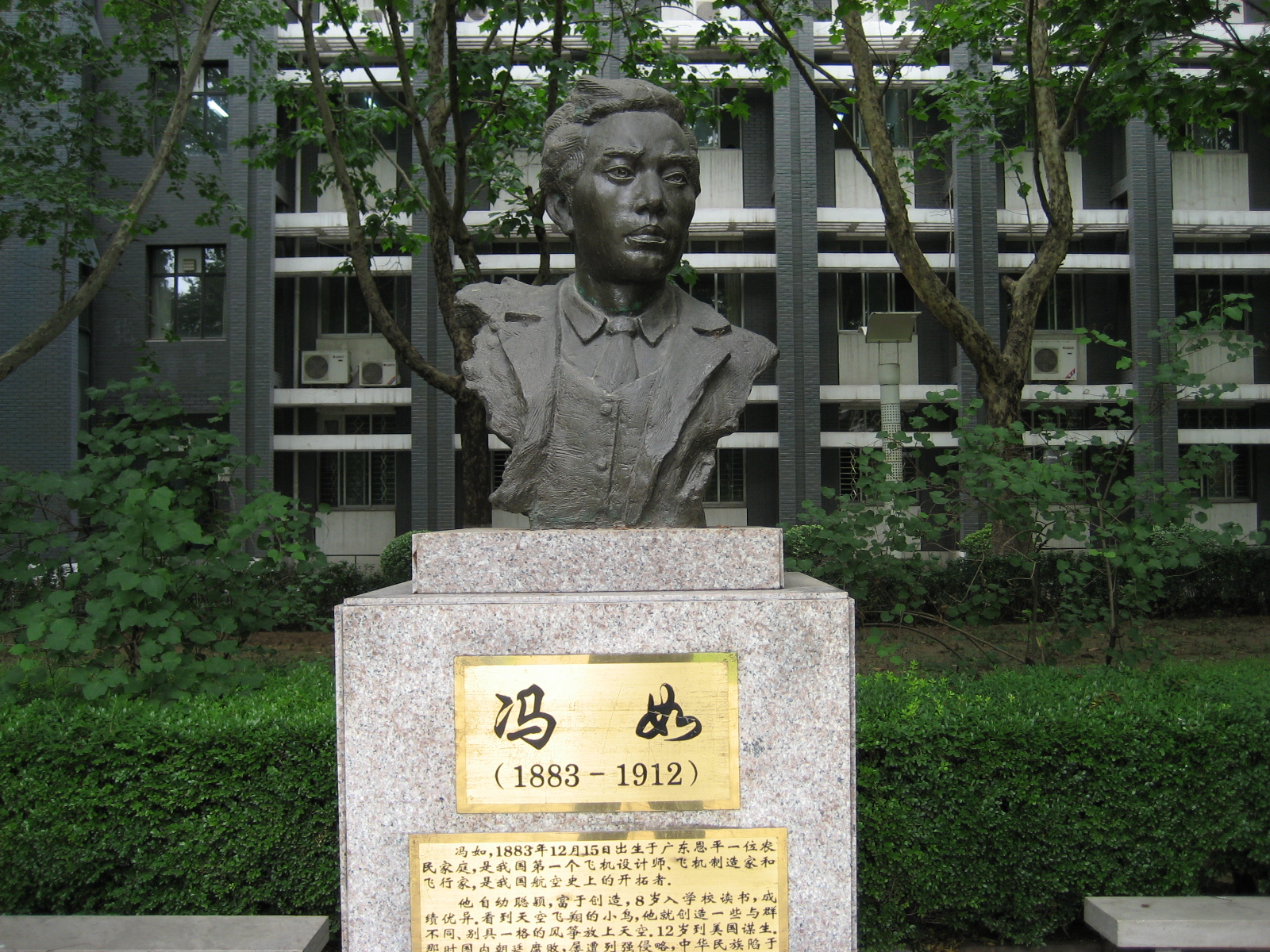
Busto de Fung Joe Guey na Universidade de Beihang

Fung Yue, Fung Joe Guey ou Feng Ru (chinês tradicional: 如 如, chinês simplificado: 冯 如, pinyin: Féng Rú) (1883 - 26 de agosto de 1912), foi um pioneiro da aviação chinesa, nascido em Enping, na província de Cantão.

## Biografia
Fung imigrou para os Estados Unidos com a idade de 12 anos. Viveu e trabalhou em várias partes da Califórnia antes de tentar se estabelecer em São Francisco, em 1906 - no mesmo ano em que ocorreu o terremoto que devastou a cidade. O sismo arruinou seu plano, então decidiu ir para Oakland (Califórnia). Fung era fascinado pelo Wright Flyer, avião dos irmãos Wright, e como sempre se interessou por maquinaria, uma das primeiras coisas que fez quando chegou a Oakland foi fundar uma empresa aeronáutica (apenas alguns anos após o primeiro voo dos irmãos Wright). Dois anos depois, em 1908, Fung Yue construiu seu primeiro avião e até fabricou seu próprio motor. O avião consistia em dois aviões, com 25 pés de comprimento e 6 pés e 3 polegadas de largura, colocados um acima do outro, movidos por um motor de seis cavalos de potência.
Em 22 de setembro de 1909 (embora alguns jornais indiquem que a data era 21), Fung se tornou o primeiro chinês a voar nos Estados Unidos (e o primeiro aviador de qualquer nacionalidade a voar na Califórnia e na costa oeste dos Estados Unidos). Fung construiu seu próprio biplano, melhorando as técnicas dos irmãos Wright. Voou em um amplo círculo, apesar dos fortes ventos. No entanto, depois de vinte minutos, o ferrolho que segurava a hélice para o eixo quebrou, e parou, tendo Fung sofrido apenas alguns hematomas. O feito foi relatado em vários jornais, incluindo o San Francisco Call e o Tribuna de Oakland.
Fung retornou à China em 21 de março de 1911, depois de receber uma ordem do revolucionário Sun Yat-sen, que pretendia usar a aeronave de Fung na Revolução Xinhai. Estava acompanhado por seis residentes de Oakland e com outro biplano projetado por ele.
No entanto, em 26 de agosto de 1912, Fung morreu quando seu avião caiu durante uma exposição, na frente de mil espectadores. Sun Yat-sen insistiu que ele fosse enterrado no Mausoléu dos 72 mártires de Huanghuagang e que em sua lápide fosse escrito "Pioneiro da aviação chinesa".

## Legado
Em 21 de setembro de 2009, um busto de bronze de Fung, o "Pai da Aviação Chinesa", foi revelado em uma cerimônia no Laney College, em Oakland. Uma das oficinas de Fung, onde ele projetou e construiu partes de seu biplano, estava em um local que hoje faz parte do campus de Laney, perto do coração do bairro chinês.